# Bananer distribueres i København
Bananer distribueres i København er en dansk dokumentaroptagelse fra 1931.

## Handling
Fyffes er verdens ældste 'frugt-brand' og importeres til Danmark af grosserer A.W. Kirkebye (1877-1957). Bananstokkene bæres ud af godsvogne ved Københavns Hovedbanegård og til banancentralen, hvor de kører ophængt i kæder gennem lange gange og ind på bananmodningslageret. De tilses og kontrolleres. Bananerne mærkes med Fyffes-klistermærket og lægges i kasser i minde klaser. Efterfølgende pakkes de i papkasser. Fyffesbilerne holder klar til at transportere bananerne ud til butikkerne.
Anker W. Kirkebyes hovedkontor og banancentral i København lå på Bernstorffsgade 30 (senere Københavns Postcenter). Filmen er formentlig lavet i forbindelse med selskabets 25 års jubilæum. Årstallet er anslået.